# Aldo Tugnoli
Aldo Tugnoli (San Giorgio di Piano, 24 novembre 1919 – ...) è stato un calciatore italiano, di ruolo difensore.

## Caratteristiche tecniche
Giocava come terzino destro.

## Carriera
Nella stagione 1938-1939 ha giocato una partita in Serie A con il Bologna (il 9 ottobre 1938 contro il Torino), che in quell'anno fu Campione d'Italia; l'anno seguente giocò 4 partite in Serie B con il Catania, dove era arrivato in prestito; passò poi in prestito alla Dopolavoro SASIB di Bologna ed in seguito al Panigale, con cui nella stagione 1941-1942 giocò in Serie C; nella stagione 1942-1943 rimase ancora al Panigale, con cui giocò un'ulteriore stagione in terza serie. Rimase ai bianconeri emiliani anche durante la stagione 1943-1944, durante il quale giocò 5 delle 6 partite totali disputate dagli emiliani nel campionato di Divisione Nazionale. Il 2 settembre 1945 venne messo in lista di trasferimento dal Bologna, dove era tornato dopo i vari prestiti, terminando la sua carriera da calciatore.

## Palmarès

### Club

#### Competizioni nazionali
- Campionato italiano: 1

Bologna: 1938-1939